# Dupevitsa
Dupevitsa (bulgariska: Дупевица) är ett berg i Bulgarien.   Det ligger i regionen Pernik, i den västra delen av landet, 13 km väster om huvudstaden Sofia. Toppen på Dupevitsa är 1 245 meter över havet, eller 405 meter över den omgivande terrängen. Bredden vid basen är 16,7 km.
Terrängen runt Dupevitsa är kuperad åt nordväst, men åt sydost är den bergig. Runt Dupevitsa är det tätbefolkat, med 683 invånare per kvadratkilometer.. Närmaste större samhälle är Sofia, 13,4 km öster om Dupevitsa. 
I omgivningarna runt Dupevitsa växer i huvudsak blandskog.